# Bouscarle à long bec
Locustella major
Espèce
Statut de conservation UICN

 NT  : Quasi menacé
La Bouscarle à long bec (Locustella major, anciennement Bradypterus major) est une espèce de passereaux de la famille des Locustellidae.

## Répartition
On la trouve en Chine, Inde, Pakistan et au Tadjikistan.